# Militaire academie

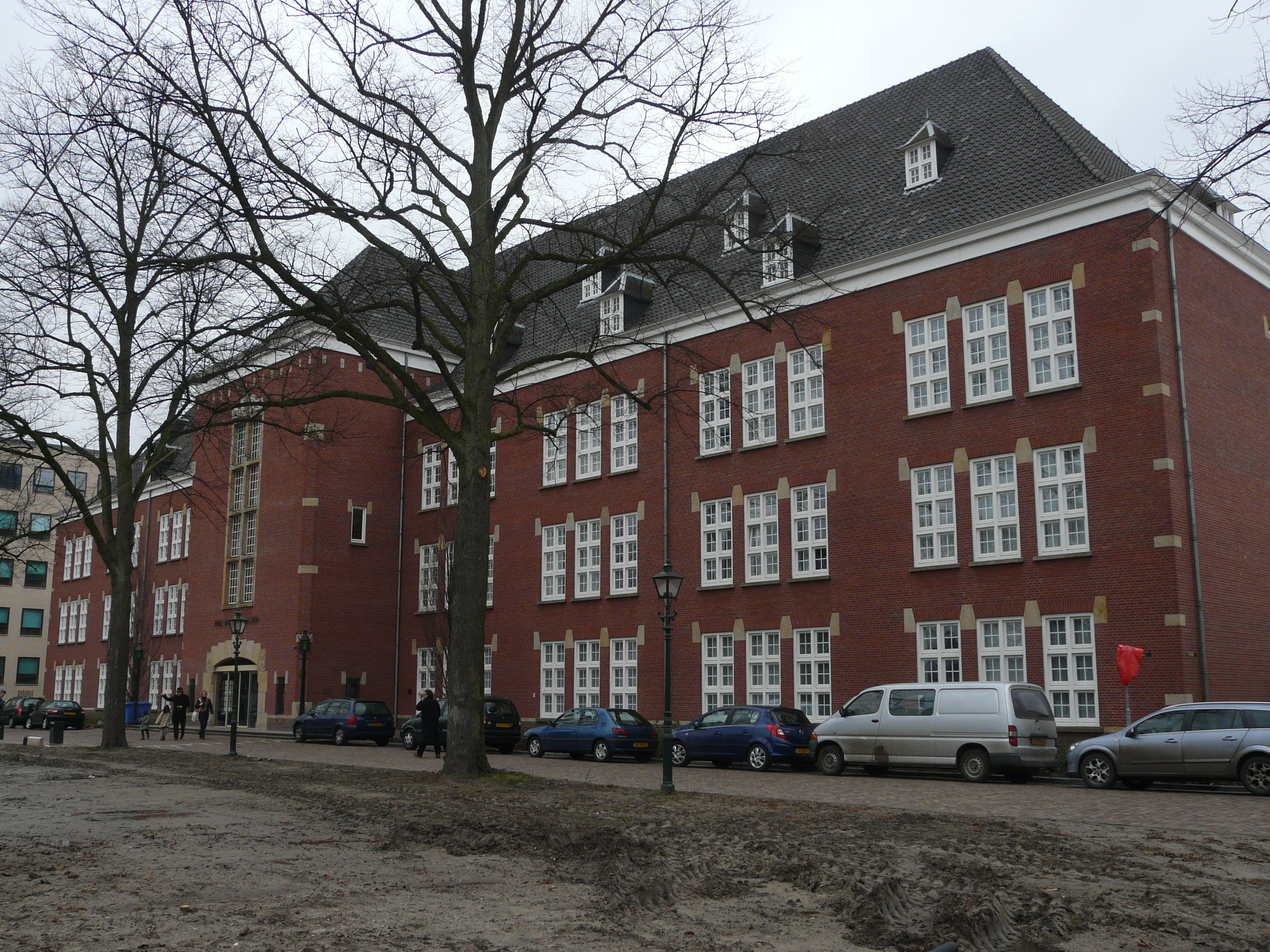
Koninklijke Militaire academie in Breda

Een militaire academie is een militaire onderwijsinstelling waar cadetten of adelborsten, de aspirant-officieren, worden opgeleid tot militair-officier
In veel landen zijn er verschillende academies voor landmacht, marine en luchtmacht. Soms leidt één academie op voor meerdere krijgsmachtonderdelen.

## Nederland en België
In Nederland leidt de Koninklijke Militaire Academie (KMA) in Breda officieren op voor de Koninklijke Landmacht, Koninklijke Luchtmacht en Koninklijke Marechaussee, terwijl het Koninklijk Instituut voor de Marine (KIM) in Den Helder officieren opleidt voor de Koninklijke Marine.
In België leidt de Koninklijke Militaire School (België) in Brussel officieren op voor alle krijgsmachtonderdelen. Als aanvulling daarop is er het Koninklijk Hoger Instituut voor Defensie.

## Andere landen

### Verenigde Staten
- United States Military Academy, West Point (leger)
- United States Naval Academy, Annapolis (marine)
- United States Air Force Academy, Colorado Springs (luchtmacht)

### Filipijnen
- Philippine Military Academy

### Groot-Brittannië
- Royal Military Academy Sandhurst

### Frankrijk
- École Spéciale Militaire de Saint-Cyr